# Showaddywaddy
Showaddywaddy – brytyjska grupa wykonująca muzykę pop, popularna w latach 70. XX w. Grupa powstała w roku 1973 i nadal działa. W niekonwencjonalnym 8-osobowym składzie znajdowało się po dwóch wokalistów, basistów, perkusistów i gitarzystów. Wykonywała głównie odświeżone przeboje z lat 50. Najbardziej znane utwory: Hey Rock 'n' Roll, Three Steps To Heaven, Heartbeat, Under The Moon Of Love, You Got What It Takes, Blue Moon, I Wonder Why.
Pierwszy skład grupy:
- Dave Bartram – wokal
- Buddy Gask – wokal
- Russ Field – gitara
- Trevor Oakes – gitara
- Al James – bas
- Rod Deas – bas
- Malcolm Allured – perkusja
- Romeo Challenger – perkusja

W latach 80. grupę opuścili Malcolm Allured, Russ Field i Buddy Gask, przybył natomiast Danny Willson.